# 本巣市立根尾中学校
本巣市立根尾中学校（もとすしりつ ねおちゅうがっこう）は、岐阜県本巣市に存在した公立中学校。

## 概要
- 校区は旧・本巣郡根尾村（根尾宇津志、根尾平野、根尾高尾、根尾水鳥、根尾板所、根尾樽見、根尾市場、根尾神所、根尾中、根尾越卒、根尾門脇、根尾長嶺、根尾大井、根尾天神堂、根尾長島、根尾能郷、根尾黒津、根尾越波、根尾大河原、根尾東板屋、根尾西板屋、根尾小鹿、根尾松田、根尾下大須、根尾上大須、根尾口谷、根尾奥谷）に該当し、根尾小学校の児童が進学する[1]。
- 2022年（令和4年）根尾小学校と統合し、義務教育学校の本巣市立根尾学園の開校に伴い廃校。敷地は根尾学園に転用され、根尾学園の校舎は根尾中学校の校舎及び増築校舎が使用される[2][3]。

## 沿革
- 1947年（昭和22年）4月 - 根尾村立根尾中学校として開校。本校は樽見小学校を仮校舎とし、奥谷分校、松田分校、大須分校、黒津分校、越波分校、大河原分校、長嶺分校、高尾分校を設置[注釈 1]。
- 1948年（昭和23年）4月 - 現在地に新築移転。
- 1949年（昭和24年） - 大須分校が上大須分校と下大須分校に分離する[注釈 2]。
- 1960年（昭和35年）4月 - 
  - 黒津分校、越波分校、大河原分校が統合され、黒津中学校として独立する。黒津分校が黒津中学校本校となり、越波分校、大河原分校は廃止。
  - 上大須分校と下大須分校が統合され、大須中学校として独立する。下大須分校が大須中学校本校となり、上大須分校は廃止。
- 1959年（昭和34年）4月 - 高尾分校を廃止。
- 1964年（昭和39年）4月 - 長嶺分校を廃止。
- 1965年（昭和40年）10月 - 黒津中学校および大須中学校を統合する。
- 1966年（昭和41年）4月 - 松田分校、奥谷分校を廃止。遠距離通学者のための寄宿舎が完成。
- 1972年（昭和47年） - 新校舎（鉄筋コンクリート造3階建が完成。
- 1985年（昭和60年） -  プールが完成。
- 1990年（平成2年） -  屋内運動場が完成。
- 1993年（平成5年） - 寄宿舎を休止。
- 2004年（平成16年）2月1日 - 本巣町、真正町、糸貫町、根尾村が合併し、本巣市が発足。同時に本巣市立根尾中学校に改称する。
- 2022年（令和4年）
  - 3月26日 - 閉校式を行う[3]。
  - 3月31日 - 廃校。

### 高尾分校
- 岐阜県本巣郡根尾村高尾775-1に存在した根尾中学校の分校。校区は高尾地区であり、高尾小学校に併設されていた。
- 1947年4月に根尾村立根尾中学校高尾分校として開校。1959年4月に廃校となった。

### 長嶺分校
- 岐阜県本巣郡根尾村長嶺310に存在した根尾中学校の分校。長嶺小学校に併設されていた。校区は根尾村の北西部（長島、天神堂、長嶺、門脇、能郷）。
- 1947年4月に根尾村立根尾中学校長嶺分校として開校。1964年4月に廃校となった。

### 松田分校
- 現在の岐阜県本巣市根尾松田に存在した根尾中学校の分校。松田小学校に併設されていた。校区は根尾村の西部（松田、小鹿など）。
- 1947年4月に根尾村立根尾中学校松田分校として開校。1966年4月に廃校となった。

### 奥谷分校
- 現在の岐阜県本巣市根尾奥谷に存在した根尾中学校の分校。奥谷小学校に併設されていた。校区は根尾村の南部（奥谷、口谷など）。
- 1947年4月に根尾村立根尾中学校奥谷分校として開校。1966年4月に廃校となった。